# Bella Sky
Bella Sky, egentlig AC Hotel Bella Sky Copenhagen, er et 4-stjernet kongreshotel beliggende i tilknytning til Bella Center i Ørestad i København. Hotellet blev indviet den 16. maj 2011. Med 812 værelser er det Københavns og indtil 2014 også Nordens største hotel. Hotellet er en del af AC by Marriott. Der er offentlig adgang til Bella Sky Bar på 23. etage.

## Konstruktion
Hotellet er tegnet af den danske tegnestue 3XN med NCC som hovedentreprenør. Det består af to tårne på hver 24 etager, hvor grundplanet forskydes i en vinkel på 15 grader opad, hvilket gør dem til de mest "skæve" bygninger i Europa. Denne forskydning betyder, at øverste og nederste etage er forskudt 20 meter i forhold til hinanden. Byggeriet har kostet 1,6 mia. DKK.
Hotellet har blandt andet fem restauranter, 30 fleksible mødelokaler og et wellnessområde på 850 m².
Hotellet består af to højhuse i glas og metal i 23 etager med i alt 812 værelser og er sammenbygget med Bella Centers kongrescenter. Grundstensnedlæggelsen foregik den 17. september 2008.
Forfatteren Jakob Mathiassen arbejdede som betonarbejder med konstruktionen i 2008–2010.

## Forsøg med kvindeetage
Bella Sky forsøgte efter åbningen at introducere en kvindeetage kaldt "Bella Donna", idet mænd ikke var tilladt adgang til hotellets 17. etage, der således var forbeholdt kvinder. Efter klage til først Ligebehandlingsnævnet og siden domstolene fastslog Østre Landsret den 25. april 2014 i en endelig afgørelse, at kvindeetagen udgjorde en overtrædelse af ligebehandlingsloven, hvorefter hotellet oplyste, at etagen fremover ville være åben for alle.